# 防府天満宮

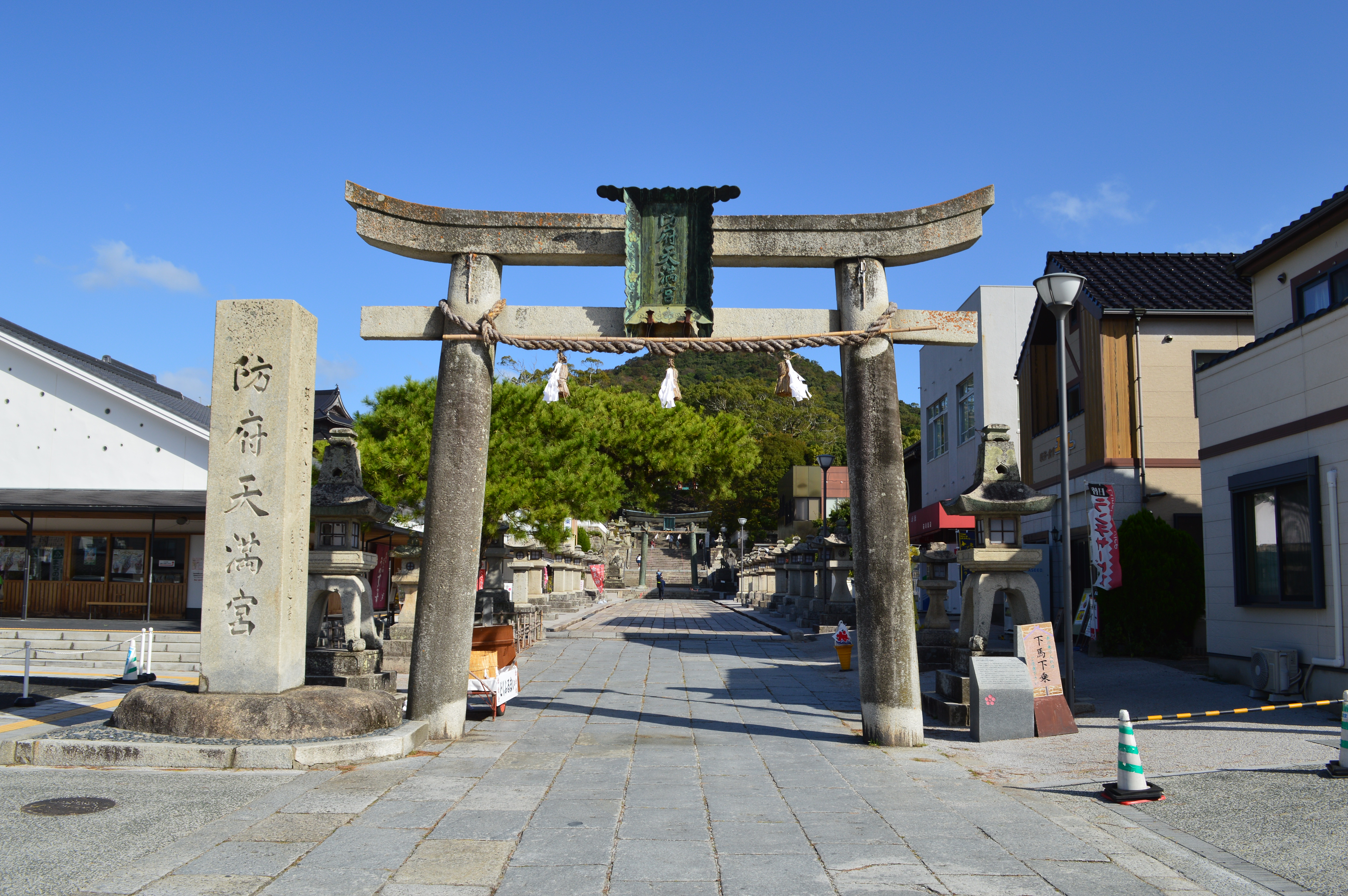
一の鳥居（山口県指定文化財）

防府天満宮（ほうふてんまんぐう）は、山口県防府市松崎町にある神社。旧社格は県社で、現在は神社本庁の別表神社。

## 概要

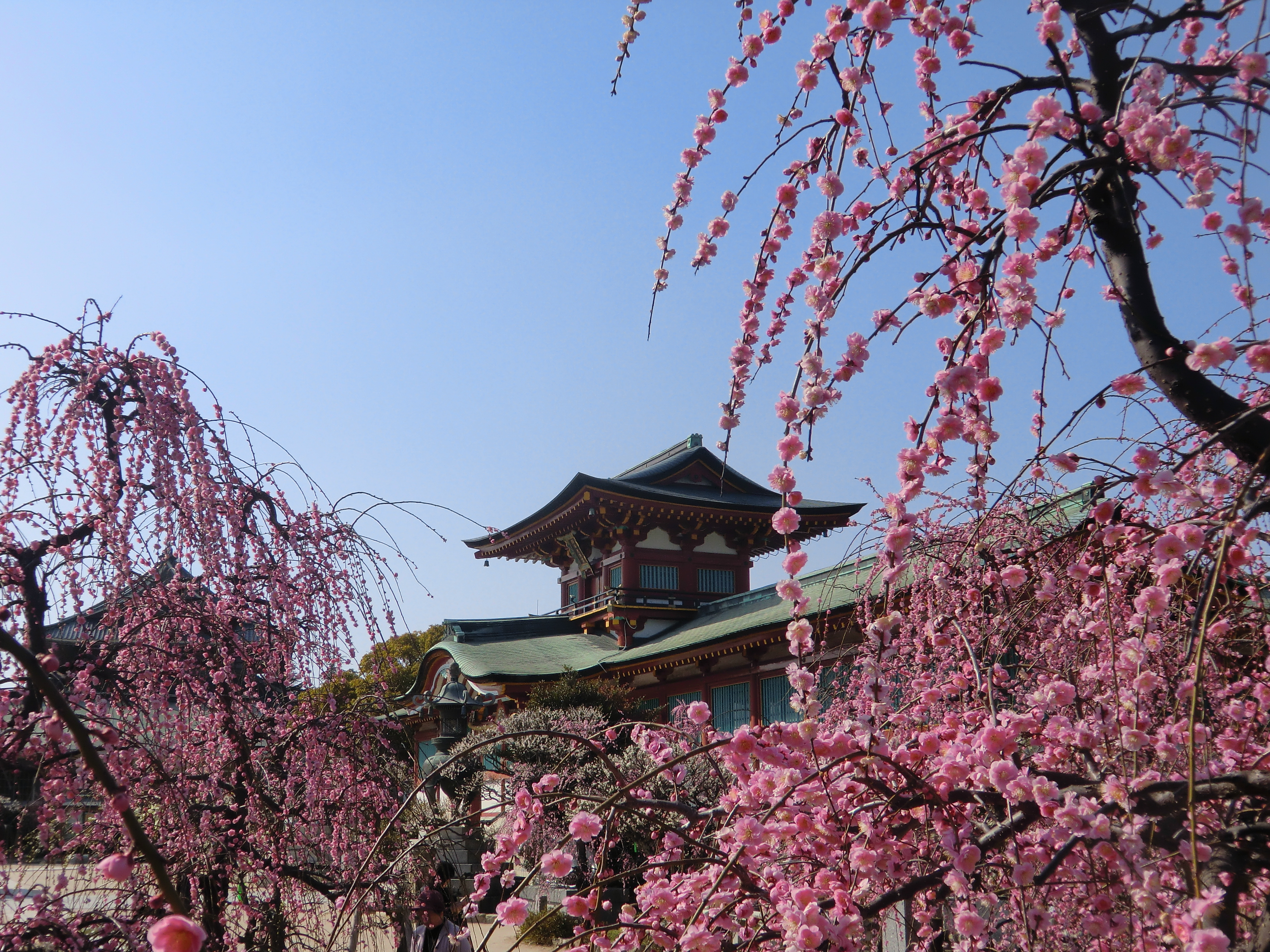
境内の梅林から見た楼門

道真が亡くなった翌年である延喜2年（904年）に創建され、「日本最初に創建された天神様」を名乗る。かつては「松崎天満宮」・「宮市天満宮」あるいは単に「天満宮」と称していたが1873年に近代社格制度のもとで県社に列格し、松崎神社と改称。戦後の1953年には防府天満宮と再び改称した。道真が宮中での権力争いで失脚し、九州の大宰府に流されていく道筋での宿泊地の一つが防府とされており、京都の北野天満宮、福岡の太宰府天満宮と並んで、日本三大天神と言われている。
防府市は、この天満宮を中心に栄えてきた都市であり、年間を通して天満宮の行事での来訪者が多い。また市外からの来訪者も多く、正月の3が日には約30万人の人出を記録している。有名な祭りとしては2月の牛替神事（うしかえしんじ）と11月の御神幸祭（ごじんこうさい）が挙げられる。御神幸祭は別名裸坊祭（はだかぼうまつり）ともいい、約1トンある御網代（おあじろ）を引っ張って、行きは表参道の大階段を下り、帰りは表参道の階段を上っていくという危険なことをするために、毎年怪我人が絶えない。また牛替神事は、天神様の乗られる牛車を引く牛を取り替えるということでの儀式である。その他、8月3日から5日までは、道真の生誕を祝う御誕辰祭が行われる。夜には1000本あまりの蝋燭に火を灯した万灯祭献灯で表参道が飾られるほか、最終日には防府天満宮夏祭り大花火大会も行われる。
道真は学問の神とされているため、ここで筆を買ったり、受験のお守りを買う若者の参拝も多い。
春には太宰府天満宮などと同様、梅の花が開き境内を飾る。
境内の西側には、春風楼と名付けられた楼閣式の参籠所がある。当初は、長州藩第10代藩主の毛利斉熙が、文政5年（1822年）から五重塔の建立に着手したが、天保2年（1831年）に不慮の支障によって工事は中断、幕末の動乱などが妨げとなって五重塔は完成しなかったものの、当時着工されていた組物（寺院建築の軒荷重を支える部材で、斗と肘木からなる）を床下に組み入れる形で、明治6年（1873年）に作られた。春風楼からは防府市街地が一望できるほか、御誕辰祭などの行事でも利用されている。
以前の社殿は江戸中期の建立であったが、1952年に焼失。現社殿の設計は山口県出身の京都大学教授村田治郎の指導で、工学博士の杉山信三が設計図を担当、1958年に完成、2009年に登録有形文化財に登録された。

## 防府天満宮大宮司家・武光家
武光家は、古代豪族の土師氏の子孫である。家伝によると防府天満宮を創建した周防国司土師信貞の次男・土師武光が元祖。以来「武光」を姓とし、第三十五世信雄まで天満宮の大宮司家を務めた。第三十六世武光一は初代防府市長を務めた。

## 境内

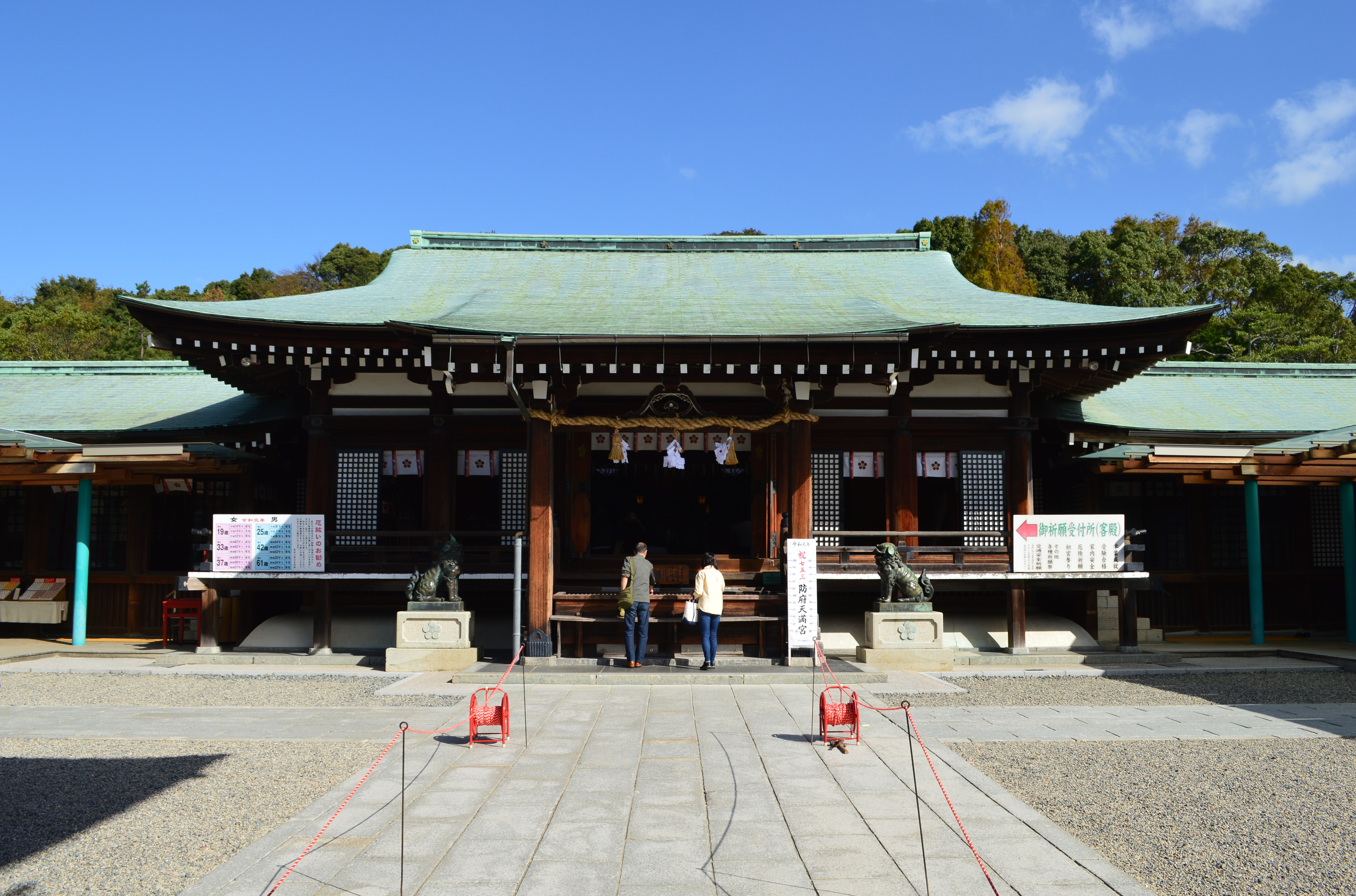
拝殿（国の登録有形文化財）
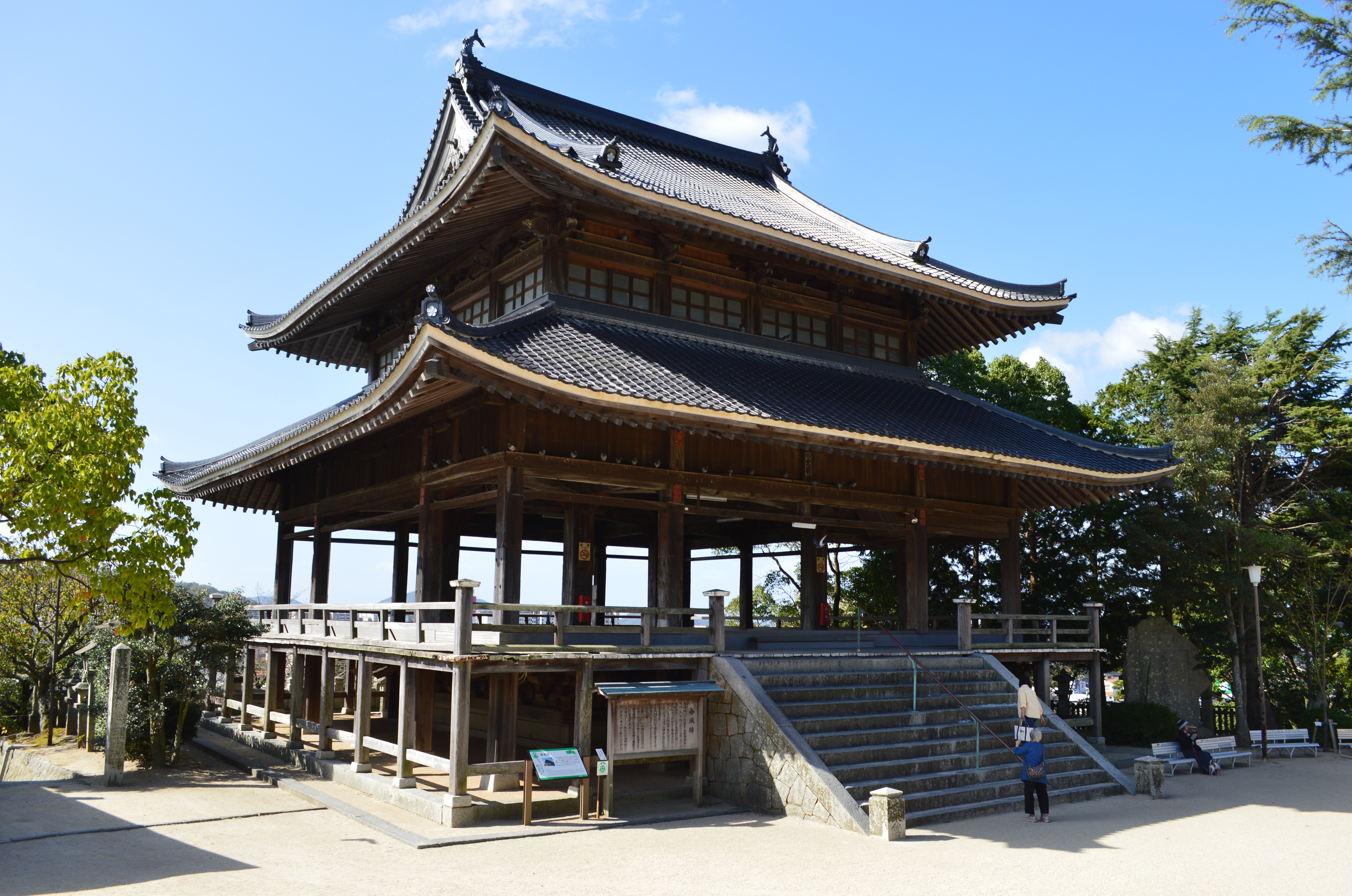
春風楼（国の登録有形文化財）
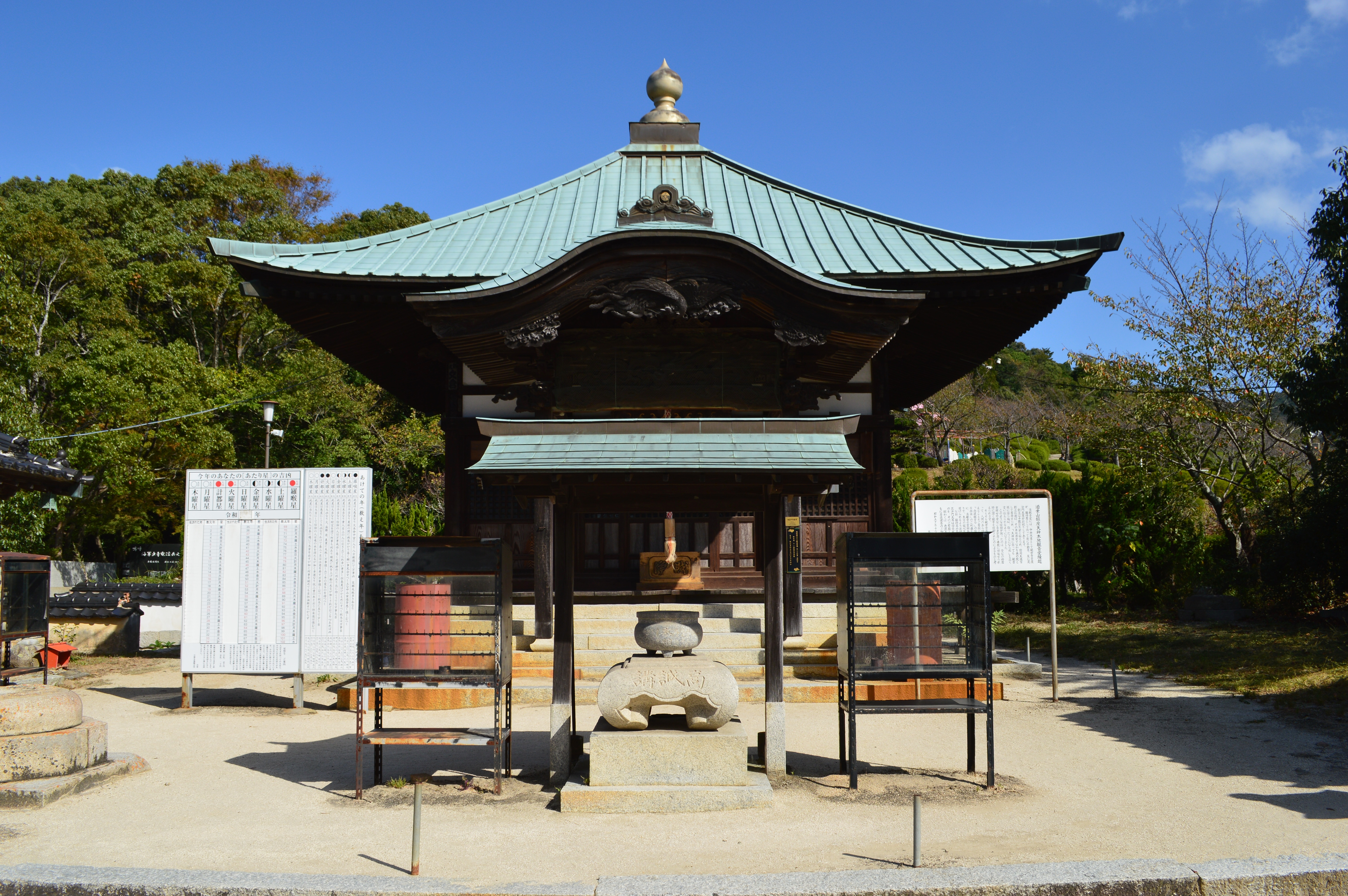
観音堂
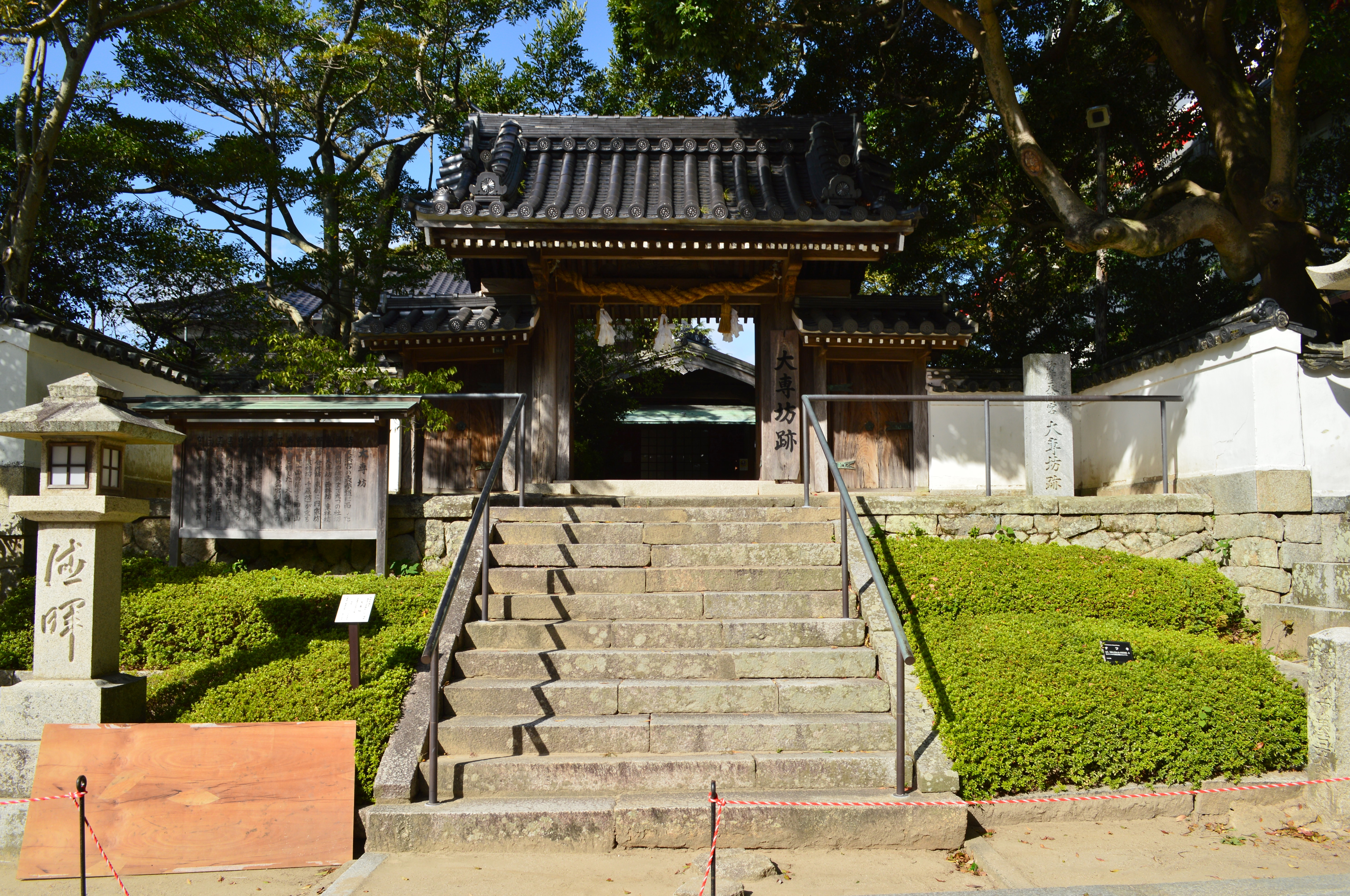
大専坊跡（山口県指定史跡）
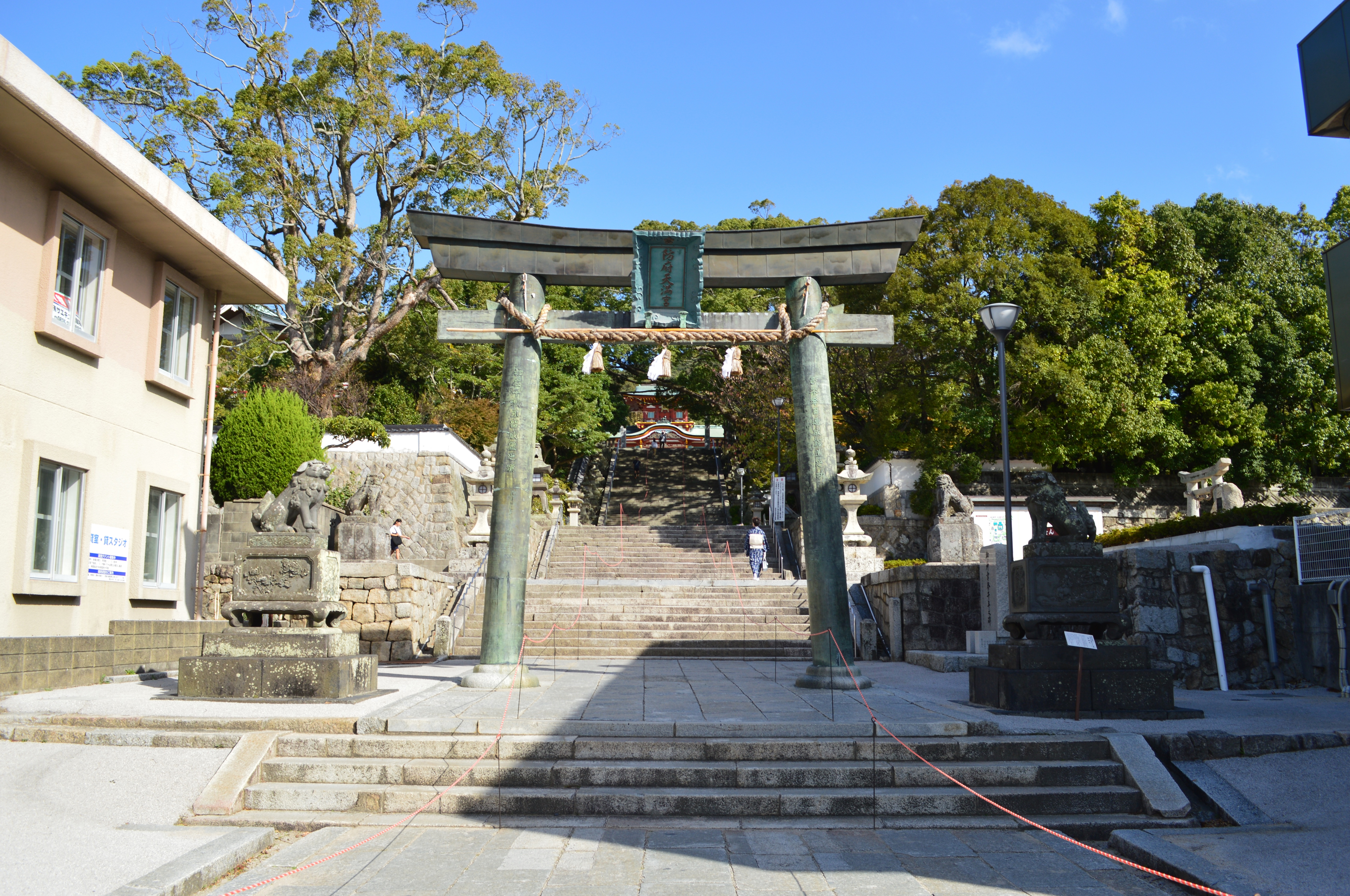
鳥居

## 祭事
- 牛替神事 - 2月3日
- 菅原道真御誕辰祭 - 例年8月3日から5日
- 防府天満宮夏祭り花火大会 - 8月5日
- 花神子社参式 - 例年10月上旬
- 御神幸祭 - 例年11月第4土曜日

## 文化財

### 重要文化財

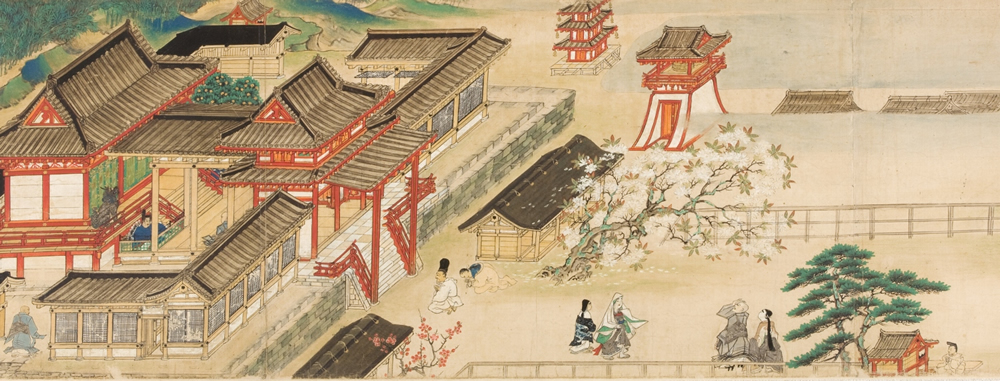
松崎天神縁起 巻六に描かれた天満宮の社殿

- 紙本著色松崎天神縁起絵巻 箱入6巻 応長元年（1311年） （附 紙本著色松崎天神縁起（室町縁起）6巻 室町時代（16世紀））[6]
- 木造大日如来坐像 平安時代（11世紀）
- 獅子頭1面 鎌倉時代（13世紀）（附：獅子頭1面、鼻高面1面 ともに正平10年（1355年）銘）
- 金銅宝塔 承安2年（1172年）銘
- 梵鐘 文応2年（1261年）銘 沙弥生蓮作
- 松藤蒔絵文台硯箱 一具 室町時代（16世紀）
- 浅黄糸威褄取鎧 兜付（あさぎいとおどしつまどり よろい/かぶとつき）附：立挙臑当（たてあげすねあて）、鎧唐櫃（正長2年（1429年）寄進銘）
- 浅黄糸威鎧 室町時代（15世紀）
- 紫韋威鎧（むらさきがわおどし よろい） 鎌倉時代（13世紀）

出典：2000年までの指定物件については、『国宝・重要文化財大全 別巻』（所有者別総合目録・名称総索引・統計資料）（毎日新聞社、2000）による。

### 登録有形文化財
- 本殿・幣殿・拝殿
- 春風楼（2012年8月13日登録）[7]

### 山口県指定文化財
- 石大鳥居（一の鳥居）
- 大専坊跡
- 防府天満宮文書

### 防府市指定文化財
- 天神山古墳出土遺物 古墳時代（6世紀）
- 法華経 紙本墨書 8巻 平安時代（11世紀）
- 天神宮塔勧進帳軸 木造螺鈿漆塗 正元元年（1259年）
- 源氏物語 紙本墨書 54帖 桃山-江戸時代（16-17世紀） - 青表紙本系

### 関連文化財
- 霊光院五重小塔 - 現在防府天満宮の所有ではないが、防府天満宮の神塔として計画されたものの雛形。山口市指定文化財。[8]

## その他の出来事
2018年4月29日、防府市の中心街を練り歩く「おんなみこし連合渡御」のパレードがギネス世界記録に認定された。防府天満宮で閉会式と同時に結果発表がなされ参加者や関係者の喜びに湧いた。
当天満宮の当代宮司の叔父が作曲家の鈴木淳であったため、鈴木の代表作である『なみだ恋』（作詩：悠木圭子、歌唱：八代亜紀）の歌碑が2020年2月に境内に建立された。

## 交通

### 鉄道
- 山陽本線防府駅から徒歩20分

### 自家用車
- 山陽自動車道防府西IC・防府東ICから車で10分

## 周辺
- 満願寺
- 迫戸祇園社
- 法花寺
- 周防国分寺
- 芦撫寺
- 萬行寺
- 定念寺
- 安養寺
- 成海寺
- 護国寺

## 舞台となっている作品
- だましの仁義 - （1974年、東宝）